# Vanity Fair – Jahrmarkt der Eitelkeit
Vanity Fair – Jahrmarkt der Eitelkeit (2004) ist eine Verfilmung des Werkes Vanity Fair: A Novel without a Hero
(deutsch Jahrmarkt der Eitelkeit) von William Makepeace Thackeray aus dem Jahr 1848, in dem eine junge Frau aus einfachen Verhältnissen zu Beginn des 19. Jahrhunderts in der Londoner Gesellschaft um jeden Preis aufsteigen will.
Regisseurin Mira Nair hielt sich bei der 23-Mio.-US-Dollar-Produktion nicht immer an die Romanvorlage, sondern änderte u. a. den Schluss ein wenig ab. Die Hauptrolle der ehrgeizigen Gouvernante Becky Sharp spielt Reese Witherspoon.

## Handlung
Becky Sharp ist die Tochter eines armen englischen Malers und einer mittellosen französischen Opernsängerin, die beide früh verstorben sind. Schon in jungen Jahren sehnt sie sich nach einem glamourösen Leben, was ihr aber wegen ihrer Herkunft unmöglich ist.
Dennoch gibt sie nicht auf und will die gesellschaftliche Leiter emporsteigen. Sie wird Gouvernante im Haus des exzentrischen Sir Pitt Crawley und wickelt dessen leichtsinnigen, spielsüchtigen Sohn, Dragoneroffizier Rawdon Crawley, um den Finger. Dieser heiratet sie auch, allerdings gegen den Willen seiner Familie, sodass sich ihr Traum von einem Leben in Wohlstand in Luft auflöst, denn seine reiche Tante verstößt ihn und kündigt ihm ihre finanzielle Unterstützung auf.
Als ihr Ehemann in den Krieg gegen Napoleon ziehen muss, nutzt Becky die Gelegenheit und beginnt, den Marquis von Steyne mit ihrem Charme zu verzaubern. Dieser spielte in ihrem Leben immer wieder kleinere Rollen im Hintergrund, zum Beispiel kaufte er die Bilder ihres Vaters. Er wird ihr Gönner, doch schließlich fordert er mehr, als sie zu geben bereit ist.

## Kritiken
Wolfgang Höbel schreibt für Spiegel online: Die indische Regisseurin schwelgt im englischen Großstadtschmutz, in der englischen Landschaft und in der englischen Adels- und Bürgerwelt des frühen neunzehnten Jahrhunderts – aber anders als etwa Ang Lee schafft sie es nicht, aus der Distanz ihrer Herkunft poetische Kraft in die sehr gemächliche Literaturverfilmung zu zaubern.
Harald Jähner für die Berliner Zeitung: Der Film hat Farbe satt, Ton satt, Dekor satt, Kostüme satt. Man ist alsbald, kaum geht das Licht aus, mit Aug und Ohr im Großbritannien Thackerays … Reese Witherspoon ist mit ihrem spitzen Kinn unter dem zweideutigen Lächeln eine glaubwürdig unglaubwürdige Becky. List und Wärme im gleichen Moment ausstrahlend, scheint sie ständig ihre Wirkung zu überwachen und nachzujustieren – eine Ingenieurin der Verführungskraft. Während die Männer es sich komfortabel machen in der von Becky geschaffenen Behaglichkeit, überwacht sie die Situation mit verstohlenem Seitenblick – eine komplexe emotionale Haltung, die Reese Witherspoon gut verkörpert.
Hauke Friederichs im Stern: Regisseurin Mira Nair hat mit der Verfilmung des gleichnamigen Romanklassikers von William Makepeace Thackeray einen amüsanten Kostümfilm geschaffen, dem es nicht an Spannung, Humor und Tiefgang mangelt. … Sehenswert sind die Bälle mit viel Samt und noch mehr Seide und eine exotische Dschungelnacht, die Bollywood in das England des frühen 19. Jahrhunderts bringt.

## Auszeichnungen
Beatrix Aruna Pasztor gewann 2005 den Golden Satellite Award für das beste Kostümdesign. Maria Djurkovic und Tatiana Lund waren für das beste Produktionsdesign nominiert.
Bei den Filmfestspielen von Venedig 2004 war Mira Nair für die Regie von Vanity Fair für den Goldenen Löwen nominiert.